# Sambalgou
Sambalgou est une commune rurale située dans le département de Kantchari de la province dans la Tapoa de la région de l'Est au Burkina Faso.

## Géographie
Sambalgou est situé à 18 km à l'est de Kantchari sur la route départementale 7 et à 4 km au sud de la frontière nigérienne.

## Santé et éducation
Sambalgou accueille un centre de santé et de promotion sociale (CSPS).